# Ökológiai vikarizmus

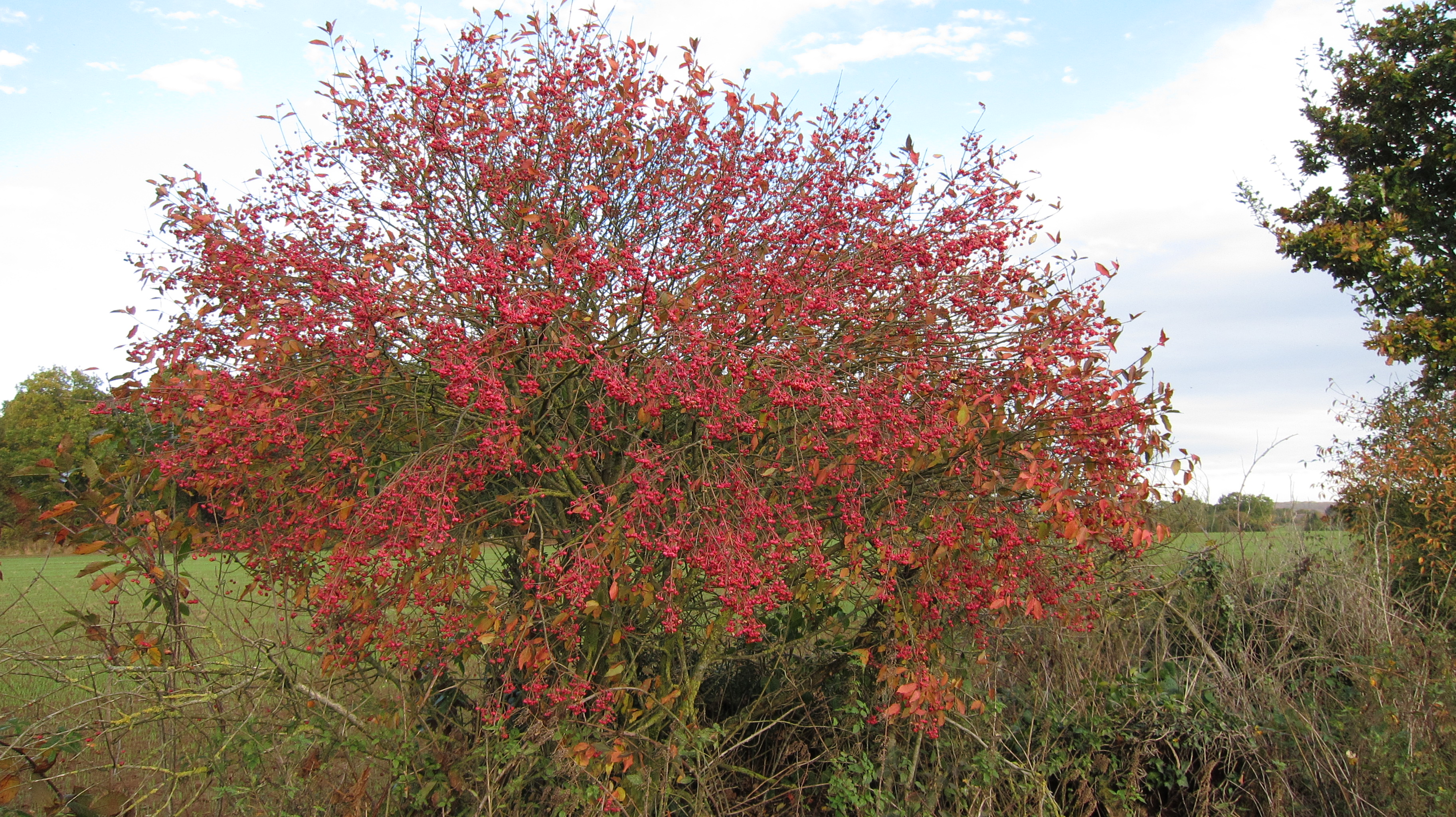
Közönséges kecskerágó (Eu. europaeus) érett termésekkel

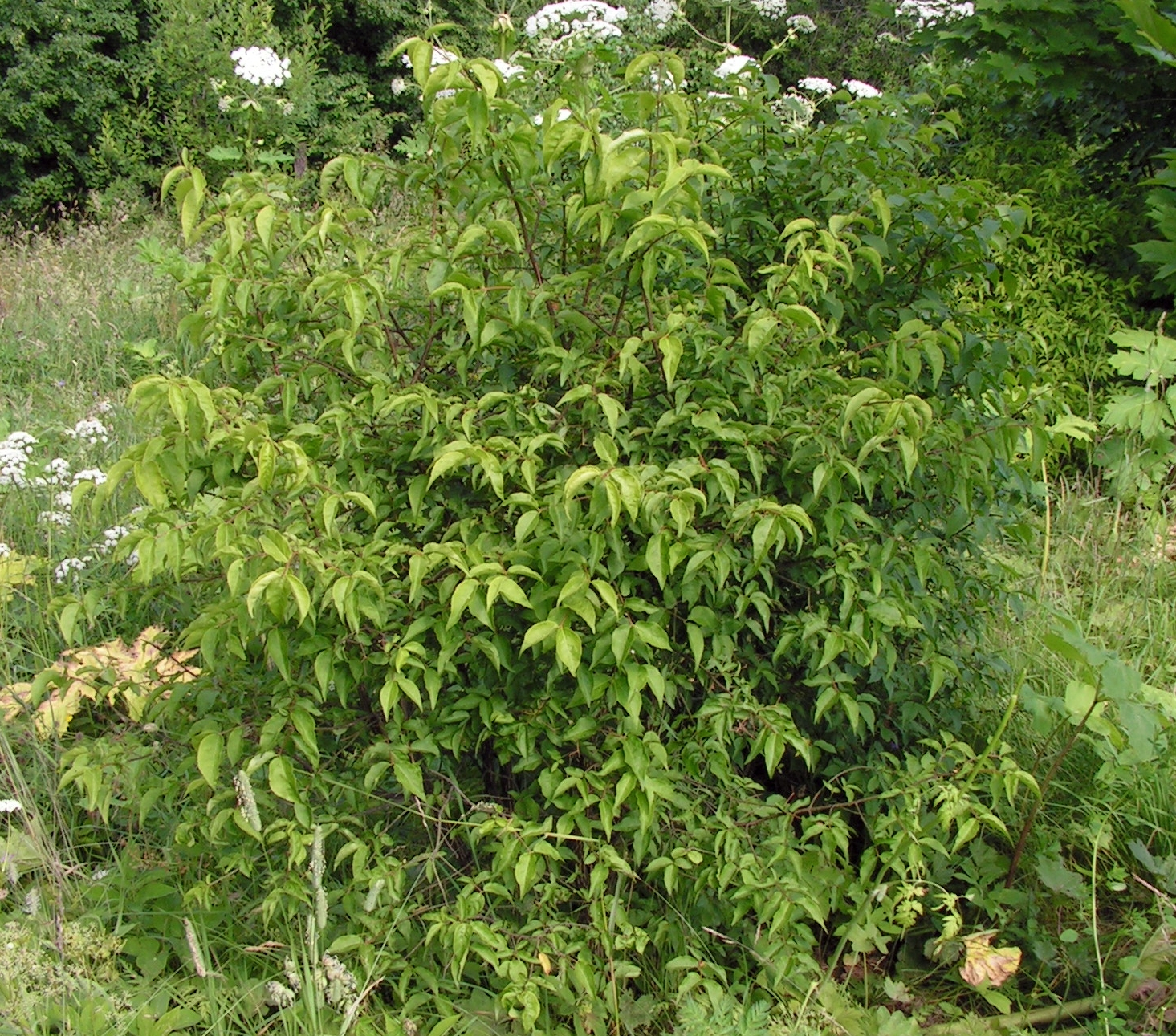
Bibircses kecskerágó (Euonymus verrucosus)

Az ökológiai vikariálás olyan allopatikus elkülönülés, amely során a közös ős utódai ugyanazon földrajzi régió (nagytáj, kontinens, félteke stb.) eltérő termőhelyi adottságú részein fejlődnek önálló fajokká. A jelenséget a legjobban növények kölcsönös helyettesítéseire tanulmányozták és írták le. A változatos ökológiai különbségek közül háromra hozunk konkrét példákat:
- a csapadékmennyiség szerinti,
- az alapkőzet szerinti és
- a talaj sótartalma szerinti elkülönülésre.

## Csapadékmennyiség szerinti vikariálás
A Pannonicum flóratartomány éghajlata eleve meglehetősen meleg és száraz, de a különösen kevés csapadékot kapó, a félsivatagi környezethez közelítő vidékein a megszokott szárazságtűrő fajokat azok fokozottan szárazságtűrő rokonai helyettesítik. Az ilyen helyettesítések néhány példája (elöl a szárazságtűrő, hátul a fokozottan szárazságtűrő fajjal):
- mezei zsálya (Salvia pratensis) — ligeti zsálya (Salvia nemorosa),
- nyugati fényperje (Koeleria pyramidata) — kecses fényperje (Koeleria macrantha).[2]

A talaj nedvességtartalma szerinti elkülönülés magyar példái (elöl a szárazabb, hátul az üdébb termőhelyek növényeivel):
- egybibés galagonya (Crataegus monogyna) — cseregalagonya (C. laevigata),
- bibircses kecskerágó (Euonymus verrucosus) — közönséges kecskerágó (Eu. europaeus),
- mezei szil: (Ulmus minor var. canescens) — (U. minor var. minor),
- sárgás sás (Carex michelii) — bükksás (C. pilosa),
- piros gólyaorr (Geranium sanguineum) — fodros gólyaorr (G. phaeum).[1]

## Alapkőzet szerinti vikariálás
A mészkedvelő és mészkerülő növények (főleg lágyszárúak) megkülönböztetése a növényföldrajz egyik legrégebben és legalaposabban vizsgált kutatásterülete. Az ilyen típusú vikariálás néhány példája (elöl a mészkedvelő, hátul a mészkerülő fajokkal):
- borzas havasszépe (Rhododendron hirsutum) — rozsdás havasszépe (R. ferrugineum),
- henye boroszlán: (Daphne cneorum ssp. cneorum) — (D. cneorum ssp. arbusculoides),
- fehér fűz (Salix alba) — berki fűz (S. × rubens),
- tarka nádtippan (Calamagrostis varia) — szöszös nádtippan (C. villosa),
- merev sás (Carex firma) — görbe sás (C. curvula).[1]

Az alapkőzet szerinti elkülönülés szép példái a fodorka fajok (Asplenium spp.). Más és más fajok nőnek meszes, illetve mészmentes alapkőzeten, szerpentinen, gneiszen, vulkáni kőzeteken.

## Sótartalom szerinti vikariálás
A sótartalom szerinti vikarizmust a nemzetközi szakirodalom elsősorban a tengerparti élőhelyek sajátosságaként ismerteti. Ennek kontinentális analógja a szikesek növényzete.
A sótartalom szerinti vikariálás magyar példái (elöl a nem sótűrő, hátul a sótűrő taxonokkal):
- mocsári kígyófű (Triglochin palustre) — sziki kígyófû (Triglochin maritimum)
- vékony csenkesz (Festuca valesiaca) — sovány csenkesz (Festuca pseudovina),
- kis ezerjófű (Centaurium erythraea) — lápi ezerjófû (Centaurium littorale ssp. uliginosum).

Ez utóbbi egyben a földrajzi vikarizmusra is példa, mivel a faj törzsváltozata (Centaurium littorale ssp. littorale) csak a tengerpartok növényzetében fordul elő.